# 庫姆斯嶺
69°8′S 157°5′E / 69.133°S 157.083°E
庫姆斯嶺是南極洲的山嶺，處於馬加峰以西4公里，是勞里岑灣的東端，澳大利亞研究隊在1959年2月20日將該山嶺繪入地圖，以隨隊的機場工程師命名。